# 狼尾花
狼尾花（学名：Lysimachia barystachys）为报春花科珍珠菜属的植物。分布于俄罗斯、日本、朝鲜以及中国大陆的河南、吉林、四川、安徽、黑龙江、内蒙古、浙江、云南、江苏、湖北、山东、辽宁、甘肃、贵州、河北、陕西、山西等地，生长于海拔250米至2,000米的地区，一般生长在草甸及山坡路旁灌丛间，目前尚未由人工引种栽培。

## 别名
重穗排草（江苏南部种子植物手册） 虎尾草（云南）

## 外部連結
- 狼尾花 Langweihua （页面存档备份，存于） 藥用植物圖像資料庫 (香港浸會大學中醫藥學院) （繁體中文）（英文）